# Globe: Revue internationale d'études québécoises
Globe: Revue internationale d’études québécoises est une revue consacrée à l’étude de la société et de la culture québécoise dans une perspective à la fois interdisciplinaire et internationale.

## Présentation
Globe a été fondée à l'Université McGill (Montréal) en 1998 par Daniel Chartier, professeur de littérature à l'Université du Québec à Montréal.
La revue paraît deux fois par an et présente à chaque édition un dossier thématique, confié à un spécialiste invité, souvent accompagné d'une « note critique » qui propose un bilan de la production scientifique récente liée au thème et d’un texte classé sous la rubrique « perspective » qui aborde des problèmes théoriques ou des débats. Globe accueille aussi des textes hors thème. Une section de comptes-rendus et une information des parutions récentes en études québécoises concluent la revue.
La collection complète des articles parus dans Globe est accessible en ligne sur Érudit en libre accès avec une barrière mobile de deux ans.

## Politique éditoriale
Globe est la seule revue publiée en français qui propose une lecture à la fois interdisciplinaire et internationale de la société québécoise. De numéro en numéro, elle a construit une manière de lire le Québec qui a joué un rôle dans la façon dont on peut penser cette société aujourd’hui. Le regard pluriel porté sur le Québec attire l’attention des chercheurs étrangers qui travaillent sur la société québécoise. Ils considèrent Globe comme une fenêtre sur la recherche contemporaine sur le Québec et un lieu de synthèse de recherches novatrices.

## Contributeurs et lecteurs
La revue réunit des spécialistes venus de tous les savoirs liés aux sciences humaines et sciences sociales interpellés par la perspective pluri ou interdisciplinarite. De même, son lectorat est composé de chercheurs et d’étudiants de toutes disciplines, provenant de plus de 30 pays. Globe constitue également une référence pour les professeurs d’université qui offrent des cours liés au Québec, particulièrement dans les cours de maîtrise et de doctorat.
La revue se présente comme un relais entre les québécistes québécois et étrangers.

## Direction
Daniel Chartier (1998-2003)

Michel Lacroix et Éric Trudel (2003-2006)

Karim Larose et Éric Trudel (2006-2008)

Karim Larose (2008-2009)

Ollivier Hubert (2010-2013)

Pierre Barrette (2013-)

## Comité de rédaction (2011)
Micheline Cambron, Centre de recherche interuniversitaire sur la littérature et la culture québécoises, Université de Montréal ; 

Linda Cardinal, École d’études politiques, Université d’Ottawa ; 

Daniel Chartier, Centre de recherche interuniversitaire sur la littérature et la culture québécoises, Université du Québec à Montréal ;

Karine Collette, Département de lettres et communications, Université de Sherbrooke ;

Guy Lachapelle, Département de science politique, Université Concordia ;

Denis Saint-Jacques, Centre de recherche interuniversitaire sur la littérature et la culture québécoises, Université Laval

## Comité scientifique (2011)
Zila Bernd, université fédérale du Rio Grande do Sul ;

Gaétane Dostie, Université de Sherbrooke ;

Gilles Dupuis, Université de Montréal ;

Euridice Figueiredo, université fédérale Fluminense ;

Andrée Fortin, Université Laval ;

Gilles Havard, Centre national de la recherche scientifique ;

Rachel Killick, université de Leeds ;

Ingo Kolboom, université de Dresde ;

Józef Kwaterko, directeur, Centre de recherche en civilisation canadienne-française et en littérature du Québec, université de Varsovie ;

Yvan Lamonde, Université McGill ;

Jaap Lintvelt, directeur, Centre d'études canadiennes, université de Groningue ;

Hans-Jürgen Lüsebrink, directeur, Institut d'études romanes et de communication interculturelle, Université de La Sarre ;

Bill Marshall, université de Glasgow ;

Carmen Mata Barreiro, université autonome de Madrid ;

Ursula Mathis-Moser, université Leopold-Franzens ;

Jane Moss, université Duke ;

Yoshikazu Obata, université Meiji ;

Yannick Resch, université d'Aix-en-Provence ;

Christopher Rolfe, directeur, Centre d'études québécoises, université de Leicester ;

John Kristian Sanaker, université de Bergen ;

Thérèse St-Gelais, Université du Québec à Montréal ;

Françoise Sule, université de Stockholm